# Lijst van Joodse begraafplaatsen in Zuid-Holland
Dit is een lijst van Joodse begraafplaatsen in de Nederlandse provincie Zuid-Holland. Voorwaarde voor opname op de lijst is dat er op de begraafplaats in kwestie nog ten minste één grafsteen aanwezig is.
| Plaats         | Straat                                                         | Aantal grafstenen     | Toegankelijkheid                             | Afbeelding |
| -------------- | -------------------------------------------------------------- | --------------------- | -------------------------------------------- | ---------- |
| Delft          | Geertruyt van Oostenstraat                                     | 50                    | Afgesloten                                   |            |
| Dirksland      | Oost Havendijk                                                 | 10                    | Afgesloten                                   |            |
| Dordrecht      | Nieuweweg                                                      | 375                   | Afgesloten                                   |            |
| Geervliet      | Spuikade                                                       | 84                    | Vrij toegankelijk                            |            |
| Goedereede     | Mariadijk                                                      | 0, alleen hekwerk     | Afgesloten                                   |            |
| Gorinchem      | W. de Vries Robbéweg                                           | 134                   | Vrij toegankelijk                            |            |
| Gouda          | van de Boelekade verplaatst naar het Raoul Wallenbergplantsoen | 0, alleen gedenkteken | n.v.t.                                       |            |
| Den Haag       | Scheveningseweg                                                | 3.000                 | Sleutel halen                                |            |
| Katwijk        | Rijnstraat                                                     | n.b.                  | Tijdens openingstijden (zolang het licht is) |            |
| Lekkerkerk     | Kerkweg                                                        | 6                     | n.b.                                         |            |
| Maassluis      | Algemene begraafplaats, Willem de Zwijgerstraat                | 23                    | Tijdens openingsuren                         |            |
| Middelharnis   | Hoflaan                                                        | 56                    | n.b.                                         |            |
| Naaldwijk      | Opstalweg                                                      | 31                    | n.b.                                         |            |
| Oud-Beijerland | Prinses Irenestraat                                            | 68                    | n.b.                                         |            |
| Ouderkerk      | n.b.                                                           | n.b.                  | n.b.                                         |            |
| Rotterdam      | Kerkepad                                                       | n.b.                  | Zichtbaar                                    |            |
| Rotterdam      | Jan van Loonslaan                                              | 33                    | Vrij toegankelijk                            |            |
| Rotterdam      | Oostzeedijk                                                    | 195                   | n.b.                                         |            |
| Rotterdam      | Toepad                                                         | ca. 4.300             | Tijdens openingstijden                       |            |
| Schoonhoven    | Nes                                                            | 48                    | n.b.                                         |            |
| Strijen        | Oud-Bonaventuresedijk                                          | 28                    | Afgesloten                                   |            |
| Vlaardingen    | n.b.                                                           | 1                     | n.b.                                         |            |
| Wassenaar      | Het Kerkehout 7                                                | n.b.                  | Tijdens openingstijden                       |            |
| Zuidland       | Kerkweg                                                        | 5                     | n.b.                                         |            |